# 파예즈 알사라지

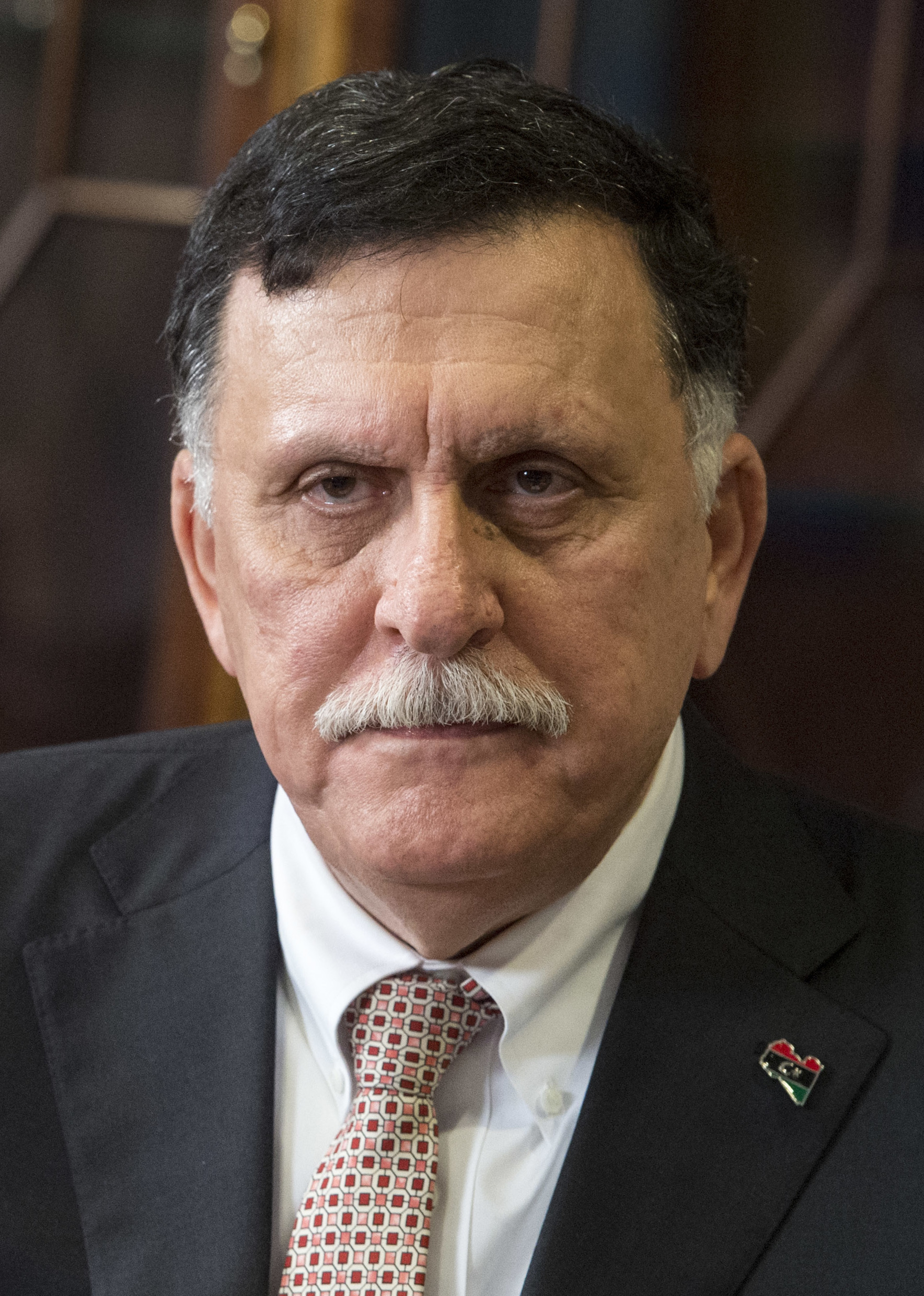

파예즈 무스타파 알사라지(아랍어: فايز السراج)는 리비아의 정치인이다. 리비아 대통령위원회의 위원장(2016년 3월 30일 ~ 2021년 3월 15일) 겸 총리(2016년 4월 5일 ~ 2021년 3월 15일)를 지냈다. 2015년 12월 17일에 열린 리비아 통합 정부 정치 협상에 의해 선출되었다.